# Хоффманн, Йоахим
Йоахи́м Хо́ффманн (нем. Joachim Hoffmann; 1 декабря 1930, Кёнигсберг — 8 февраля 2002, Фрайбург) — немецкий военный историк, специализирующийся на историческом ревизионизме.

## Биография
Отец — Пауль Хоффманн (1900—1973), ветеран Первой мировой войны, шарфюрер СА, член НСДАП с 1 марта 1932, в 1936—1941 годах занимал должность председателя правительства округа Кёнигсберг, в конце Второй мировой войны незадолго до падения Кёнигсберга с семьёй бежал на запад, где смог найти укрытие в Западном Берлине.
С 1951 года Йоахим Хоффманн изучал историю в Свободном университете Берлина и Гамбургском университете. Защитил диссертацию в 1959 году. С 1960 по 1995 годы — сотрудник военно-исторического исследовательского центра Бундесвера (нем. Militärgeschichtliches Forschungsamt). Основные работы посвящены истории советского коллаборационизма во время Второй мировой войны: власовской армии и «восточным легионам» в немецкой армии.

## Взгляды
Опубликовал ряд работ ревизионистского характера, в том числе с пересмотром численности жертв Холокоста и поддержкой тезиса о превентивной войне Германии против СССР.
Его работы неоднократно подвергались критике.

## Сочинения
- Die Ostlegionen 1941—1943. Turkotartaren, Kaukasier, Wolgafinnen im deutschen Heer. 1976.
- Deutsche und Kalmyken 1942—1945. 1977.
- Kaukasien 1942/43 — Das deutsche Heer und die Orientvölker der Sowjetunion.
- Die Tragödie der «Russischen Befreiungsarmee» 1944/45. Wlassow gegen Stalin. 1984.
- Stalins Vernichtungskrieg 1941—1945: Planung, Ausführung und Dokumentation. — München: Herbig, 1999

### Русские переводы
- Гофман И. История власовской армии / Пер. с нем. Е. Гессен. — Paris: YMCA-PRESS, 1990. — 379 p. — (Исследования новейшей русской истории).
- Гофман И. Немцы и калмыки 1942—1945.
- Гофман И. Сталинская война на уничтожение (1941—1945 годы). Планирование, осуществление, документы. — М.: АСТ, Астрель, 2006.
- Гофман И.  Власов против Сталина. Трагедия русской освободительной армии. 1944—1945.  — М.: АСТ, Астрель, 2006.